# Cimetière du choléra de Varsovie
Le cimetière du choléra de Varsovie (polonais : Cmentarz choleryczny w Warszawie) est un cimetière du choléra disparu de Varsovie. Il fut établi pendant l'épidémie de choléra qui frappa l'arrondissement de Praga-Północ en 1872-1873. Il est situé derrière les remblais des voies ferrées qui longent la rue Starzyńskiego (pl), au niveau de la rue Namysłowska.

## Galerie

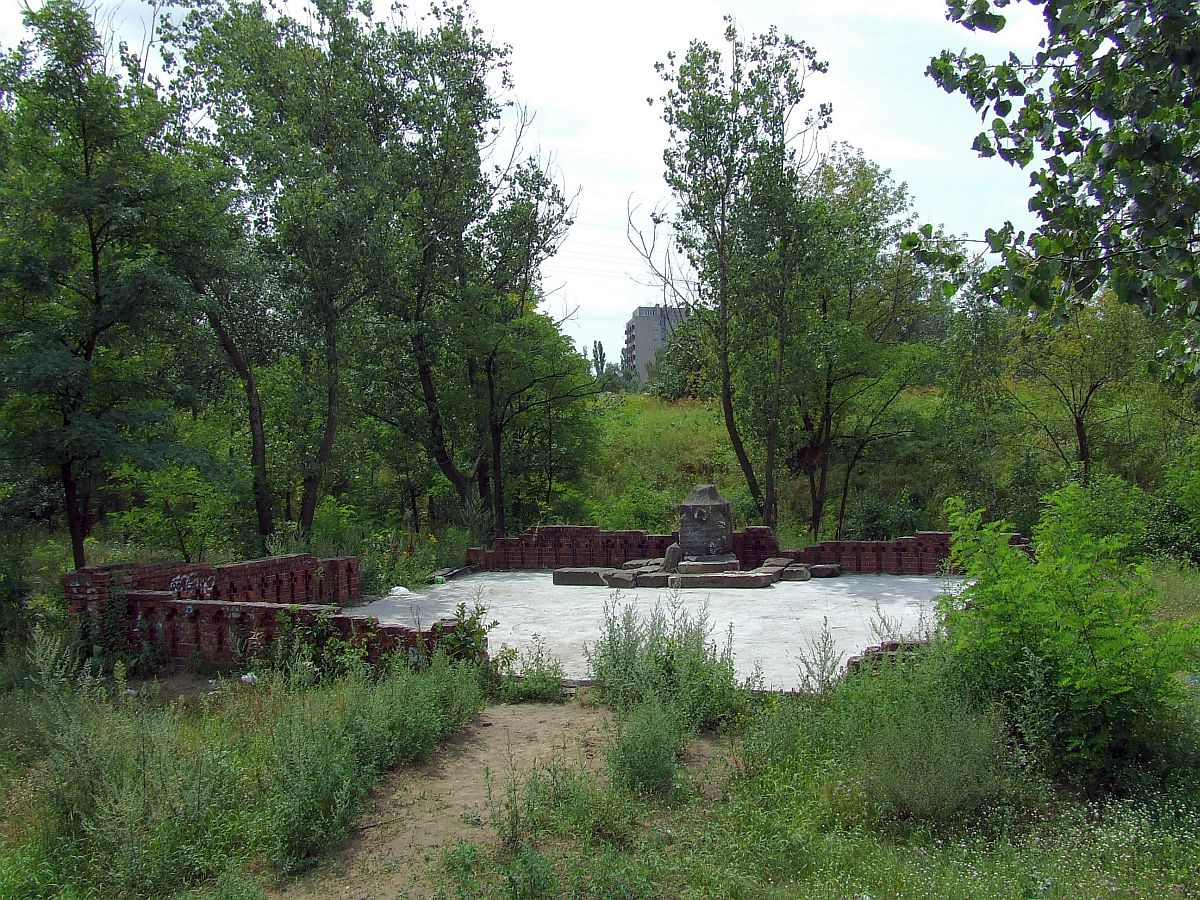
Avant rénovation
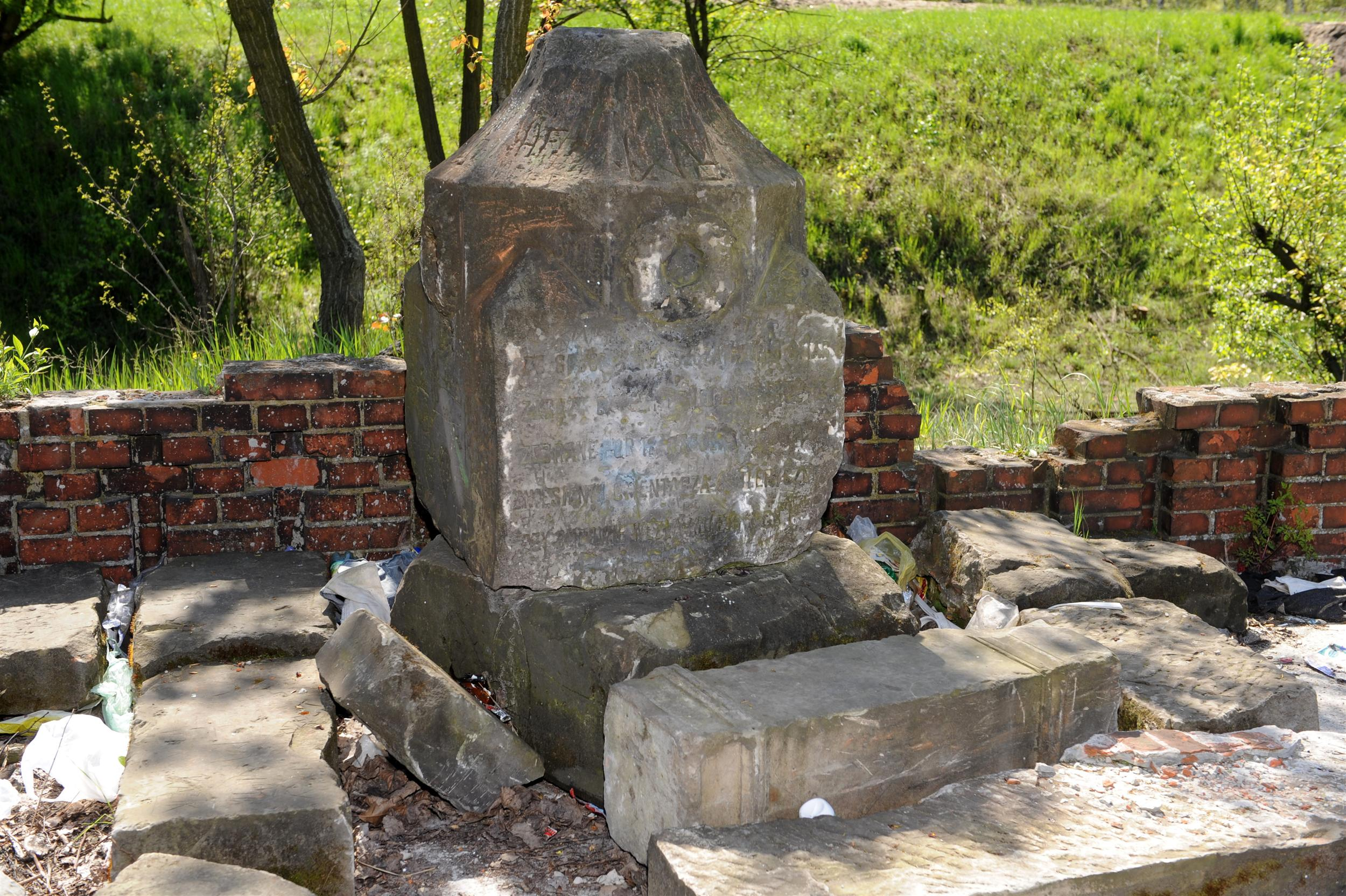
Les restes d'un mémorial construit en 1909. Il a été démoli en avril 2009.
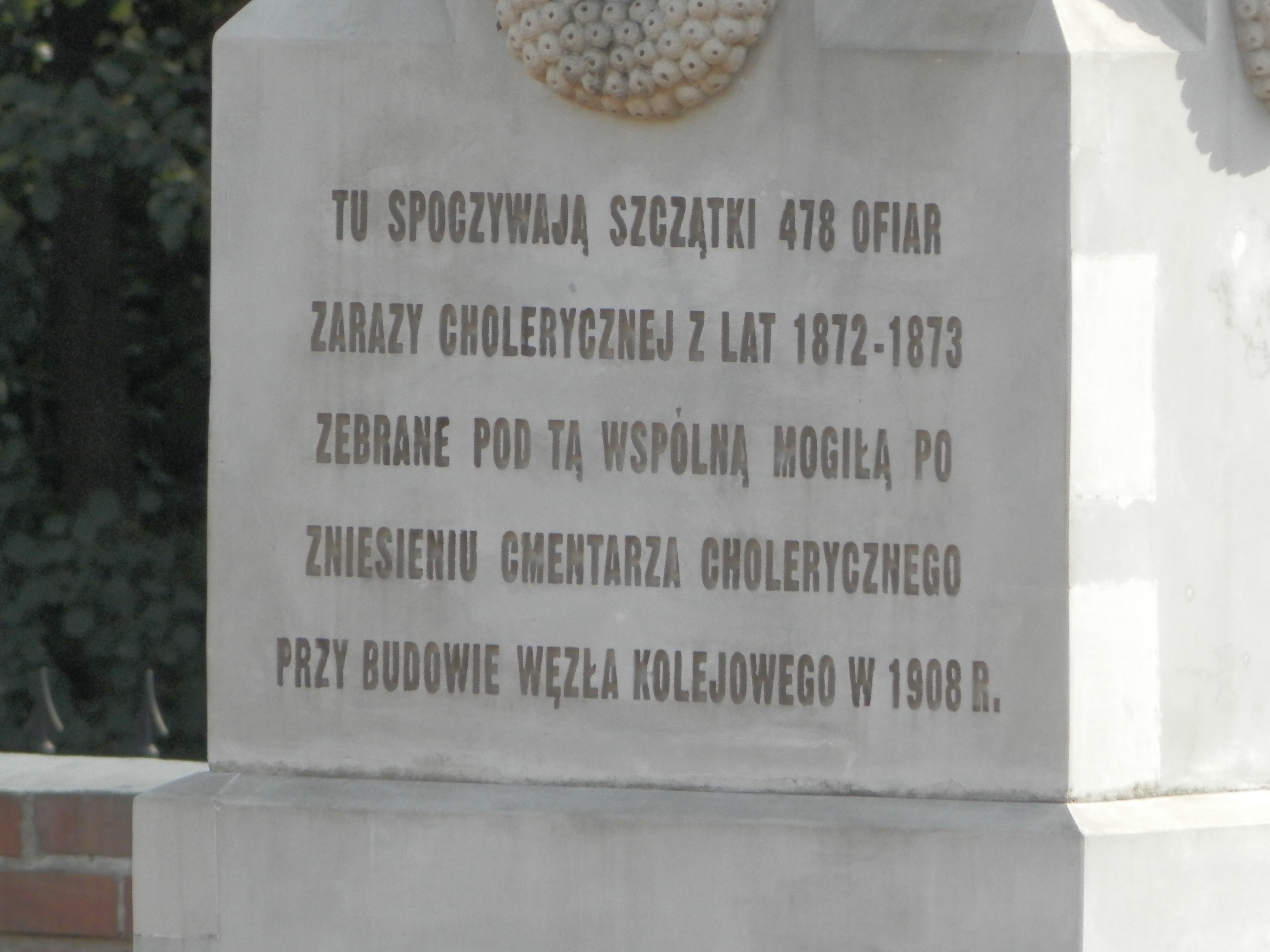
Inscription sur le monument
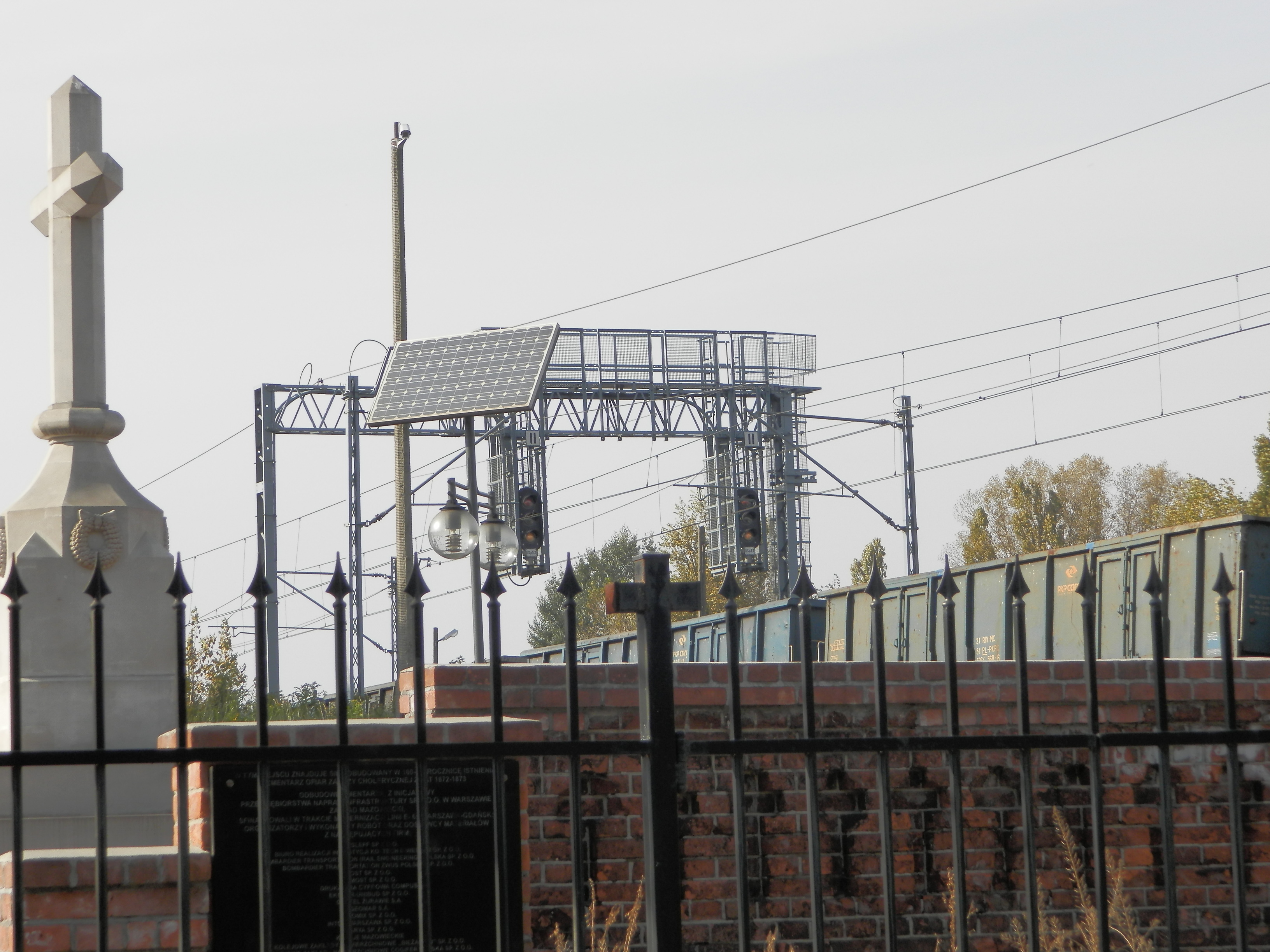
La ligne de Varsovie à Gdańsk longe le cimetière